# Globba menglianensis
Globba menglianensis är en enhjärtbladig växtart som beskrevs av Y.Y.Qian. Globba menglianensis ingår i släktet Globba och familjen Zingiberaceae. Inga underarter finns listade i Catalogue of Life.